# دبليو دبليو إي إكسبيرينس
دبليو دبليو إي إكسبيرينس (بالإنجليزية:WWE Experience) برنامج تلفزيوني أمريكي مشترك تنتجه شركة دبليو دبليو إي ويلخص أحداث عروض راو وسماك داون بدأ عرضه في 2 مايو 2004 ولا زال يعرض حتى الآن.

## مقدمين البرنامج
| السنة (s) | المقدم (s)             |
| --------- | ---------------------- |
| 2004–2005 | ايفوري وتود غريشام     |
| 2005–2006 | تود غريشام             |
| 2006–2009 | جوش ماثيو              |
| 2009–2011 | جاك كوربيلا            |
| 2011–2012 | مات ستريكر             |
| 2012–2013 | مات ستريكر ورينيه يونغ |
| 2013–2015 | رينيه يونغ             |
| 2015–2016 | أردا أوكال             |
| 2016      | كاثي كيلي              |
| 2016–2017 | كاثي كيلي وكوري جريفز  |
| 2017–الآن | كاثي كيلي              |

## روابط خارجية
- دبليو دبليو إي إكسبيرينس على موقع IMDb (الإنجليزية)
- دبليو دبليو إي إكسبيرينس على موقع ميتاكريتيك (الإنجليزية)
- دبليو دبليو إي إكسبيرينس على موقع قاعدة بيانات الفيلم (الإنجليزية)